# Kappa Eridani
Kappa Eridani (κ Eridani, förkortat Kappa Eri, κ Eri)  som är stjärnans Bayerbeteckning, är en ensam stjärna belägen i den södra delen av stjärnbilden Eridanus. Den har en skenbar magnitud på 4,25 och är synlig för blotta ögat där ljusföroreningar ej förekommer. Baserat på parallaxmätning inom Hipparcosuppdraget på ca 6,4 mas, beräknas den befinna sig på ett avstånd på ca 510 ljusår (ca 156 parsek) från solen.

## Egenskaper
Kappa Eridani är en blåvit underjättestjärna av spektralklass B7 IV. Den har en massa som är ca 5 gånger större än solens massa, en radie som är ca 6 gånger större än solens och utsänder från dess fotosfär ca 1,8 gånger mera energi än solen vid en effektiv temperatur på ca 14 700 K.